# ГСК (футбольный клуб)
ГСК (нидерл. Hermes SVV Combinatie) — нидерландский любительский футбольный клуб из города Саппемер, провинция Гронинген. Основан 4 апреля 1899 года. Домашние матчи команда проводит на стадионе спорт-парка им. Хенка Брёйнса.
В сезоне 2016/17 клуб выступал в четвёртом любительском классе Нидерландов.

## История
Основан путём слияния клубов «Гермес» и СВВ. Предшественником «Гермеса» была команда «Трап Рак», а СВВ был основан после объединения футбольных команд «Эндрахт» и «Конкордия». Первоначальной датой основания «Гермеса» был 1904 год, но дальнейшие исследование показали, что официальной датой возникновения клуба является 4 апреля 1899 года.
В 1917 году клуб впервые пробился в первый класс Нидерландов после победы в стыковых матчах над клубом «Вендам». В дебютном сезоне ГСК занял пятое место в северной группе. Спустя три сезона, в 1921 году команда вылетела во второй класс, а через четыре года вернулась. В сезоне 1925/26 клуб набрал только семь очков в 18 матчах и занял последнее место в чемпионате. По итогам стыковых матчей ГСК вернулся во второй класс.
Очередное возвращение клуба в первый класс состоялось в 1934 году. Наивысших достижений ГСК добился в сезонах 1939/40 и 1940/41, когда команда дважды занимала второе место в свой группе. Клуб выступал в первом классе на протяжении 17 сезонов, а 1951 году навсегда покинул первый футбольный класс страны.
С 1971 года клуб выступает в любительском чемпионате Нидерландов.